# 西遊記リローデッド
『西遊記リローデッド』（原題: 情癲大聖、英題: A Chinese Tall Story）は、2005年に公開された香港映画。監督はジェフ・ラウ（劉鎮偉）。

## 概要
三蔵法師と妖怪の娘の恋を描く、西遊記をモチーフにした娯楽大作。監督のジェフ・ラウは以前にも「チャイニーズ・オデッセイ」で西遊記を題材にしている。また、久石譲が音楽を担当している。

## キャスト
| 役名               | 俳優                 | 日本語吹替 |
| ------------------ | -------------------- | ---------- |
| 三蔵法師           | ニコラス・ツェー     | 土田大     |
| メイイム（美艷）   | シャーリーン・チョイ | 久保田恵   |
| 孫悟空             | チェン・ボーリン     | 阪口周平   |
| 猪八戒             | ケニー・クァン       | 小尾元政   |
| 沙悟浄             | スティーブン・チョン | 吉野裕行   |
| 姫（小善）         | ファン・ビンビン     | 湯屋敦子   |
| 紅孩児             | イザベラ・リョン     |            |
| 亀丞相             | ユン・ワー           |            |
| ロー・ピン（羅萍） | ベティ・ウェイ       | 山像かおり |
| 玉皇大帝           | リュー・チャーフィー | 秋元羊介   |
| 御釈迦様           | 陸偉昌               | 銀河万丈   |